# 파블로프 (밴드)
파블로프(Pavlov)는 대한민국의 록 밴드이다.

## 구성원
- 오도함 (1987년 4월 3일) - 보컬
- 류준 (1987년 11월 4일) - 기타, 코러스
- 안토니오 박 - 베이스
- 조동원 (1987년 2월 17일) - 드럼

## 음반

### EP
- 반드시 크게 들을 것 (2008년 9월 26일)

### 참여 앨범
- 2008 인디라디오 Vol.1 (2008년 5월 26일, 옴니버스 디지털 싱글) - 5. 어제밤 이야기

### 정규 앨범
- 26 (2014년 5월 21일)

## 경력
- 2011년 CJ 아지트 로큰롤 슈퍼스타 당선

## 공연
- 2011년 지산 밸리 록 페스티벌 참가 (CJ 아지트 로큰롤 슈퍼스타)